# Waldstätte
Waldstätte (literalment, 'assentament del bosc') havia estat un terme emprat des del segle xiv per designar els territoris boscosos de la Suïssa central. Es troba documentat ja el 1289.
Els tres cantons boscosos, o Drei Waldstätten es refereix als cantons de la Vella Confederació Suïssa de 1291: Uri, Schwyz i Unterwalden, totes tres situats al llac Lucerna, en alemany denominat Vierwaldstättersee o "llac dels quatre cantons boscosos", tot fent menció a les tres àrees referides més el Cantó de Lucerna, el primer a integrar-se a la Confederació, el 1332.